# Astragalus pulcher
Astragalus pulcher là một loài thực vật có hoa trong họ Đậu. Loài này được Korovin miêu tả khoa học đầu tiên.